# 布杜
布杜（法語：Boudou，法語發音：[budu]）是法国奥克西塔尼大区塔恩-加龙省的一个市镇，属于卡斯泰尔萨拉桑区。

## 地理
布杜（44°5'46"N, 1°0'50"E）面积12.3 平方千米，位于法国奧克西塔尼大區塔恩-加龙省，该省份为法国西南部内陆省份，北起顺时针与洛特省、阿韦龙省、塔恩省、上加龙省、热尔省和洛特-加龙省接壤。
与布杜接壤的市镇（或旧市镇、城区）包括：马洛斯、穆瓦萨克、圣尼古拉-德拉格拉沃、圣保罗代斯皮、圣樊尚莱斯皮纳斯。

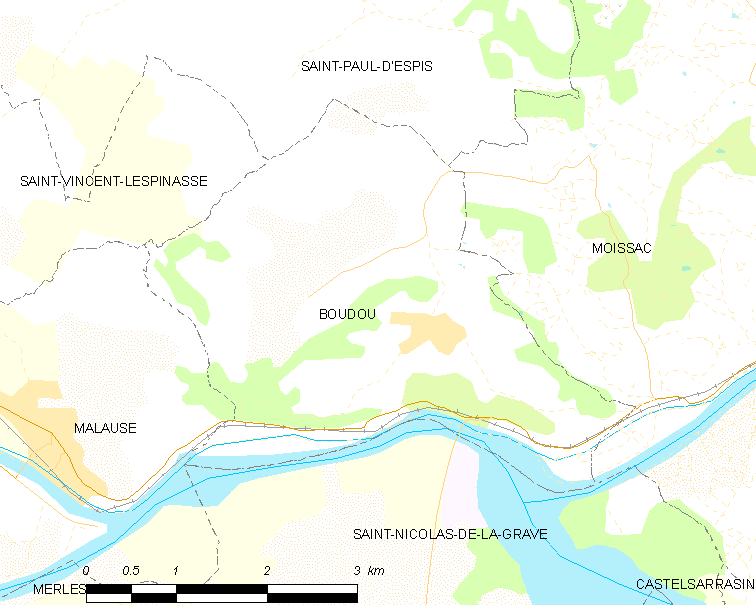
布杜的OSM定位图

布杜的时区为UTC+01:00、UTC+02:00（夏令时）。

## 行政
布杜的邮政编码为82200，INSEE市镇编码为82019。

## 政治
布杜所属的省级选区为瓦朗斯县。

## 人口

1962-2008年间布杜人口变化图示

布杜于2022年1月1日时的人口数量为755人。